# Echeandia vaginata
Echeandia vaginata là một loài thực vật có hoa trong họ Măng tây. Loài này được Cruden mô tả khoa học đầu tiên năm 1993.